# Nassaria acutispirata
Nassaria acutispirata is een slakkensoort uit de familie van de Buccinidae. De wetenschappelijke naam van de soort is voor het eerst geldig gepubliceerd in 1913 door Sowerby III.